# Piggy Bank
Piggy Bank é um canção de 50 Cent, o qual foi lançado em 2005 e é a quinta faixa do álbum The Massacre. Não foi lançado como single, apesar de ser ranqueado na octagésima oitava posição do Billboard Hot 100 apesar de controvérsias e ataques por parte de Ja Rule, seu maior inimigo na vida real. Ele menciona positivamente na música Tupac Shakur, Jay-Z e Michael Jackson, e negativamente Shyne, Kelis, Lil' Kim, Mobb Deep e Nas.

## Paradas musicais
| Parada (2005)                    | Posição topo |
| -------------------------------- | ------------ |
| Hot R&B/Hip-Hop Singles & Tracks | 64           |
| Billboard Hot 100                | 88           |